# 群馬県小学校の廃校一覧
群馬県小学校の廃校一覧（ぐんまけんしょうがっこうのはいこういちらん）は、群馬県内の廃校になった小学校の一覧。対象となるのは、学制改革（1947年）以降に廃校となった小学校、および分校である。学校名は廃校当時のもの。廃校時に小学校が所在した自治体がその後合併により消滅している場合は、現行の自治体に含める。また現在休校中の県内の小学校と分校も、参考として記載する。

## 前橋市
- 前橋市立嶺小学校（2015年前橋市立芳賀小学校へ統合）[1]
- 前橋市立中央小学校 （2016年前橋市立桃井小学校へ統合）[2]
- 前橋市立朝倉小学校（2017年天神小と統合し前橋市立わかば小学校へ）[3]
- 前橋市立天神小学校（2017年朝倉小と統合しわかば小へ）[3]
- 富士見村立白川小学校箕輪分校（1955年石井小箕輪分校から改称、1971年廃校）[4][注釈 1]
- 富士見村立白川小学校赤城山分校（1998年休校[4]、2017年廃校[5]）

## 高崎市
- 高崎市立倉渕中央小学校（2011年統合により高崎市立倉渕小学校へ）[6]
- 高崎市立倉渕東小学校（同上）[6]
- 高崎市立倉渕川浦小学校（同上）[6]
- 倉渕村立三ノ倉小学校（1964年水沼小と統合し倉渕村立東小学校〈のち：倉渕東小〉へ）[7]
- 倉渕村立水沼小学校（1964年三ノ倉小と統合し倉渕東小へ）[7]
- 倉渕村立権田小学校（1965年岩水小と統合し倉渕村立中央小学校〈のち：倉渕中央小〉へ）[8]
- 倉渕村立岩水小学校（1965年権田小と統合し倉渕中央小へ）[8]
- 箕郷町立車郷小学校駒寄分校（1972年）[9]
- 吉井町立入野小学校多比良分校（2007年）[10]

## 桐生市
- 桐生市立上菱小学校（1963年桐生市立梅田南小学校へ統合）[11]
- 桐生市立梅田北小学校（1967年梅田南小へ統合）[11]
- 桐生市立川内南小学校（2010年川内北小と統合し桐生市立川内小学校へ）[12]
- 桐生市立川内北小学校（2010年川内南小と統合し川内小へ）[12]
- 桐生市立昭和小学校（2013年桐生市立南小学校へ統合）[13]
- 桐生市立黒保根小学校（2022年黒保根中学校と統合し、桐生市立黒保根学園へ）[14]
- 新里村立新里小学校山上分校（1952年新里小大久保分校〈現：桐生市立新里北小学校〉へ統合）[15]
- 田沼町立入飛駒小学校（1968年梅田南小へ統合）[11]
- 黒保根村立黒保根小学校〈旧〉（1971年6月統合により桐生市立黒保根小学校〈当時：黒保根村立〉へ）[16]
- 黒保根村立上田沢小学校（同上）[16]
- 黒保根村立柏山小学校（同上）[16]
- 黒保根村立宿廻小学校（同上）[16]

## 伊勢崎市
- 伊勢崎市立境島小学校（2016年伊勢崎市立境小学校と伊勢崎市立境東小学校へ分割統合）[17]
- 境町立島小学校分校（1971年）[18]

## 太田市
- 太田市立太田東小学校（2021年太田市立北中学校、韮川西小と統合し義務教育学校太田市立北の杜学園へ）[19]
- 太田市立韮川西小学校（2021年北中、太田東小と統合し北の杜学園へ）[19]

## 沼田市
- 沼田市立川田小学校上川田分校（1972年）[20]
- 沼田市立川田小学校屋形原分校（1977年）[20]
- 沼田市立川田小学校岩本分校（1977年）[20]
- 沼田市立根利小学校（2003年利根西小へ統合）[21]
- 沼田市立南郷小学校（同上）[21]
- 沼田市立利根西小学校（2016年統合により沼田市立利根小学校へ）[22]
- 沼田市立利根東小学校（同上）[22]
- 沼田市立平川小学校（同上）[22]
- 利根村立根利小学校倉見分校（1960年）
- 利根村立平川小学校平滝分校（1964年）[23]
- 利根村立東小学校穴原分校（1990年）[24]
- 利根村立西小学校園原分校（2001年）[25]
- 白沢村立白沢小学校古語父分校（1967年）[26]
- 白沢村立白沢小学校三牧分校（1969年）[26]

## 渋川市
- 渋川市立金島小学校上村分校（1967年8月）[27]
- 渋川市立三原田小学校栄分校（2009年）[28]
- 渋川市立上白井小学校（2014年渋川市立中郷小学校へ統合）[29]
- 渋川市立南雲小学校（2017年渋川市立津久田小学校へ統合）[30]
- 渋川市立刀川小学校（2017年渋川市立三原田小学校へ統合）[31]
- 渋川町立渋川小学校（1954年渋川市立渋川北小学校と渋川市立渋川南小学校〈同年市制施行〉へ分割）[32]
- 赤城村立棚下小学校（1998年津久田小へ統合）[30]

## 藤岡市
- 藤岡市立藤岡小学校（1959年藤岡市立藤岡第一小学校と藤岡市立藤岡第二小学校へ分割）[33]
- 藤岡市立日野西小学校御荷鉾分校（1983年）[34]
- 藤岡市立日野東小学校（2004年統合により藤岡市立日野小学校へ）[35]
- 藤岡市立日野中央小学校（同上）[35]
- 藤岡市立日野西小学校（同上）[35]
- 鬼石町立鬼石中央小学校（1975年統合により藤岡市立鬼石小学校〈当時：鬼石町立〉へ）[36]
- 鬼石町立三波川東小学校（同上）[36]
- 鬼石町立譲原小学校（同上）[36]
- 鬼石町立三波川西小学校（1999年鬼石小へ統合）[36]
- 鬼石町立美原小学校（同上）[36]

## 富岡市
- 富岡市立黒岩小学校黒川分校（1957年）[37]

## 安中市
- 安中市立原市小学校郷原分校（2010年休校、2011年廃校）[38]
- 安中市立上後閑小学校（2011年安中市立後閑小学校へ統合）[39]
- 安中市立坂本小学校（2012年安中市立臼井小学校へ統合）[40]
- 安中市立臼井小学校（2022年安中市立松井田小学校へ統合）[41]
- 安中市立九十九小学校（同上）[41]
- 松井田町立入牧小学校（1995年坂本小へ統合）[42]

## みどり市
- みどり市立神梅小学校（2011年みどり市立大間々北小学校へ統合）[43]
- みどり市立福岡西小学校（2012年大間々北小へ統合）[43]
- みどり市立福岡中央小学校（2020年大間々北小へ統合）[44]
- みどり市立あずま小学校（2022年東中と統合し、みどり市立あずま小中学校へ）[45]
- 大間々町立大間々小学校（1970年大間々北小[43]とみどり市立大間々南小学校[46]〈いずれも当時：大間々町立〉へ分割）
- 大間々町立福岡東小学校（1973年福岡中央小へ統合）[44]
- 東村立花輪小学校（2001年統合によりみどり市立あずま小学校〈当時：東村立〉へ）[45]
- 東村立杲小学校（同上）[45]
- 東村立沢入小学校（同上）[45]

## 多野郡
- 上野村立上野東小学校第二分教場（1947年）[47]
- 上野村立上野西小学校本谷分校（1963年）[48]
- 上野村立上野東小学校三岐分校（1973年）[47]
- 上野村立上野東小学校野栗沢分校（1976年）[47]
- 上野村立上野東小学校（1982年上野西小と統合し上野村立上野小学校へ）[47]
- 上野村立上野西小学校（1982年上野東小と統合し上野小へ）[47]
- 神流町立中里小学校（2004年神流町立万場小学校へ統合）[49]
- 万場町立万場小学校柏木分校（1970年5月31日）[49]
- 万場町立相原小学校（1980年万場小へ統合）[49]
- 万場町立船子小学校（同上）[49]
- 中里村立中里小学校魚尾分校（1972年）[49]
- 中里村立中里小学校橋倉分校（1977年）[49]

## 甘楽郡
- 下仁田町立西牧南小学校神津分校（1969年9月）[50]
- 下仁田町立下仁田小学校栗山分校（1979年）[50]
- 下仁田町立青倉小学校土谷沢分校（1981年）[50]
- 下仁田町立小坂小学校〈初代〉（1985年統合により小坂小〈2代目〉へ）[50]
- 下仁田町立北小学校（同上）[50]
- 下仁田町立東野牧小学校（同上）[50]
- 下仁田町立西牧小学校〈初代〉（1986年統合により西牧小〈2代目〉へ）[50]
- 下仁田町立西牧西小学校（同上）[50]
- 下仁田町立西牧南小学校（同上）[50]
- 下仁田町立青倉小学校（2009年下仁田小〈旧〉へ統合）[50]
- 下仁田町立下仁田小学校〈旧〉（2012年統合により下仁田町立下仁田小学校〈新〉へ）[51]
- 下仁田町立馬山小学校（同上）[51]
- 下仁田町立小坂小学校〈2代目〉（同上）[51]
- 下仁田町立西牧小学校〈2代目〉（同上）[51]
- 南牧村立月形小学校六車分校（1981年）[52]
- 南牧村立磐戸小学校大塩沢分校（1982年）[52]
- 南牧村立磐戸小学校檜沢分校（1982年）[52]
- 南牧村立尾沢小学校（1994年月形小と統合し南牧小〈初代〉へ）[52]
- 南牧村立月形小学校（1994年尾沢小と統合し南牧小〈初代〉へ）[52]
- 南牧村立磐戸小学校〈初代〉（2002年南牧小〈初代〉を統合し磐戸小〈2代目〉となるも、2005年南牧小〈2代目〉へ改称）[52]
- 南牧村立南牧小学校〈初代〉（2002年磐戸小へ統合され磐戸小〈2代目〉となるも、2005年南牧小〈2代目〉へ改称）[52]
- 南牧村立南牧小学校〈2代目〉（2024年南牧村立南牧中学校と統合し南牧村立なんもく学園へ）[52]
- 甘楽町立秋畑小学校那須分校（2004年）[53]
- 甘楽町立秋畑小学校（2013年甘楽町立小幡小学校へ統合）[54]

## 吾妻郡
- 中之条町立第四小学校岩本分校（1970年）[42]
- 中之条町立第四小学校五反田分校（1970年）[42]
- 中之条町立第四小学校蟻川分校（1970年）[42]
- 中之条町立第五小学校栃窪分校（1975年）[55]
- 中之条町立第二小学校（2005年第三小と統合し沢田小へ）[55]
- 中之条町立第三小学校（2005年第二小と統合し沢田小へ）[55]
- 中之条町立中之条小学校〈初代〉（2013年伊参小と統合し中之条小〈2代目〉へ）[56]
- 中之条町立伊参小学校（2005年第四小から改称、2013年中之条小〈初代〉と統合し中之条小〈2代目〉へ）[56]
- 中之条町立中之条小学校〈2代目〉（2015年統合により中之条町立中之条小学校〈3代目〉へ）[56]
- 中之条町立沢田小学校（同上）[56]
- 中之条町立名久田小学校（2005年第五小から改称、2015年中之条小〈3代目〉へ）[56]
- 六合村立入山小学校品木分校（1965年）
- 六合村立六合小学校〈初代〉（1984年南小と統合し第一小へ）[57]
- 六合村立南小学校（1984年六合小〈初代〉と統合し第一小へ）[57]
- 六合村立入山小学校長平分校（1987年）
- 六合村立入山小学校元山分校（1992年休校、1998年廃校）
- 六合村立第一小学校（2008年入山小と統合し中之条町立六合小学校〈当時：六合村立〉へ）[57]
- 六合村立入山小学校（2008年第一小と統合し六合小〈2代目〉へ）[57]
- 長野原町立中央小学校〈旧〉（2021年第一小と統合し長野原町立中央小学校〈新〉へ）[58]
- 長野原町立第一小学校（2021年中央小〈旧〉と統合し中央小〈新〉へ）[58]
- 長野原町立応桑小学校（2024年北軽井沢小と統合し長野原町立浅間小学校へ）[59]
- 長野原町立北軽井沢小学校（2024年応桑小と統合し浅間小へ）[59]
- 嬬恋村立石津小学校（1971年東小へ統合）[60]
- 嬬恋村立吾妻小学校（同上）[60]
- 嬬恋村立小串小中学校（1971年）
- 嬬恋村立東小学校吾妻分校（1952年）[42]
- 嬬恋村立東小学校石津分校（1952年）[42]
- 嬬恋村立東小学校門貝分校（1966年）[42]
- 嬬恋村立東小学校袋倉分校（1966年）[42]
- 嬬恋村立東小学校今井分校（1970年）[42]
- 嬬恋村立東小学校（2013年鎌原小と統合し嬬恋村立東部小学校へ）[61]
- 嬬恋村立鎌原小学校（1981年東小鎌原分校から改称、2013年東小と統合し東部小へ）[61]
- 嬬恋村立西小学校（2015年統合により嬬恋村立西部小学校へ）[62]
- 嬬恋村立田代小学校（同上）[62]
- 嬬恋村立干俣小学校（同上）[62]
- 草津町立草津小学校第二分校（1960年）[63]
- 草津町立草津小学校白根分校（1964年）[63]
- 草津町立草津小学校前口分校（1971年）[63]
- 草津町立草津小学校第一分校（1959年休校、1996年廃校）[63]
- 高山村立東小学校（1983年西小と統合し高山村立高山小学校へ）[64]
- 高山村立西小学校（1983年東小と統合し高山小へ）[64]
- 吾妻町立坂上小学校大戸教場（1974年東吾妻町立坂上小学校〈当時：吾妻町立〉として校舎を一本化）[65]
- 吾妻町立坂上小学校萩生教場（同上）[65]
- 吾妻町立坂上小学校本宿教場（同上）[65]
- 吾妻町立坂上小学校須賀尾教場（同上）[65]
- 吾妻町立坂上小学校大柏木教場（同上）[65]
- 吾妻町立岩島第一小学校（1999年岩島第二小と統合し東吾妻町立岩島小学校〈当時：吾妻町立〉へ）[66]
- 吾妻町立岩島第二小学校（1999年岩島第一小と統合し岩島小へ）[66]
- 東村立第一小学校（1987年第二小と統合し東吾妻町立東小学校〈当時：東村立〉へ）[67]
- 東村立第二小学校（1987年第一小と統合し東小へ）[67]
- 白根開善学校初等部（2013年群馬県私立学校審議会により廃止答申されるが、廃校時期不詳）[68]

## 利根郡
- 片品村立片品小学校誠道分校（1983年）[69]
- 片品村立片品小学校東小川分校（2000年）[69]
- 片品村立片品小学校越本分校（2000年）[69]
- 片品村立片品北小学校（2014年片品村立片品小学校へ統合）[69]
- 片品村立片品南小学校（2016年片品小へ統合）[69]
- 片品村立武尊根小学校（同上）[69]
- みなかみ町立新巻小学校（2008年統合によりみなかみ町立新治小学校へ）[70]
- みなかみ町立須川小学校（同上）[70]
- みなかみ町立猿ケ京小学校（同上）[70]
- 水上町立藤原小学校湯の小屋分校（1970年）
- 新治村立猿ケ京小学校赤谷冬季分校（1972年）[71]
- 新治村立猿ケ京小学校永井分校（1978年）[71]
- 新治村立入須川小学校（2003年須川小へ統合）[72]

## 邑楽郡
- 板倉町立南小学校（2020年板倉町立東小学校へ統合）[73]
- 板倉町立北小学校（2020年板倉町立西小学校へ統合）[73]